# Івуарійсько-китайські відносини
Івуарійсько-китайські відносини — двосторонні дипломатичні відносини між Республікою Кот-д'Івуар та Китайською Народною Республікою. Дипломатичні відносини було встановлено 2 березня 1983 року. Кот-д'Івуар має посольство в Пекіні, а КНР в Абіджані.

## Історія

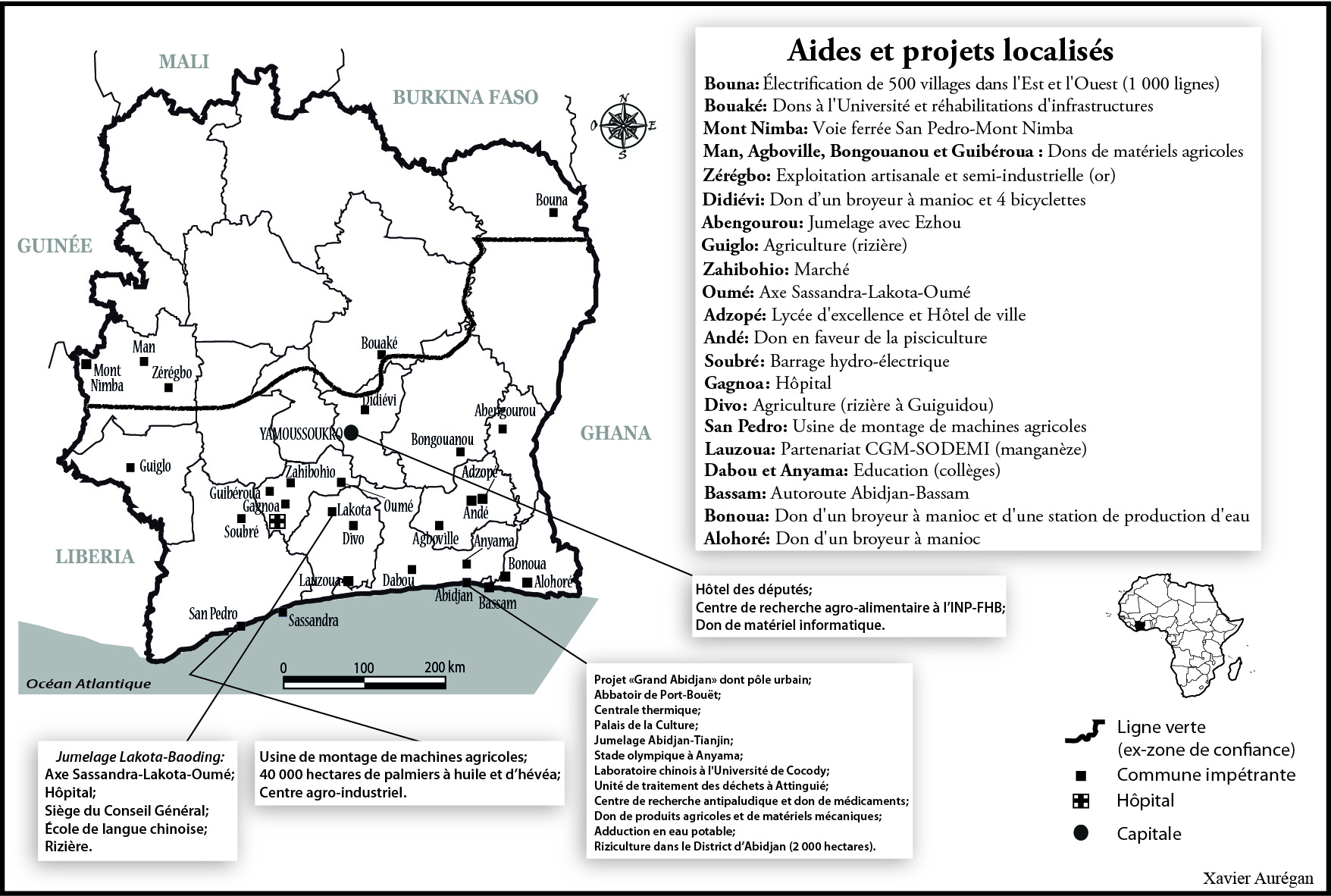
Китайсько-івуарійське співробітництво між 1983 та 2013 роками

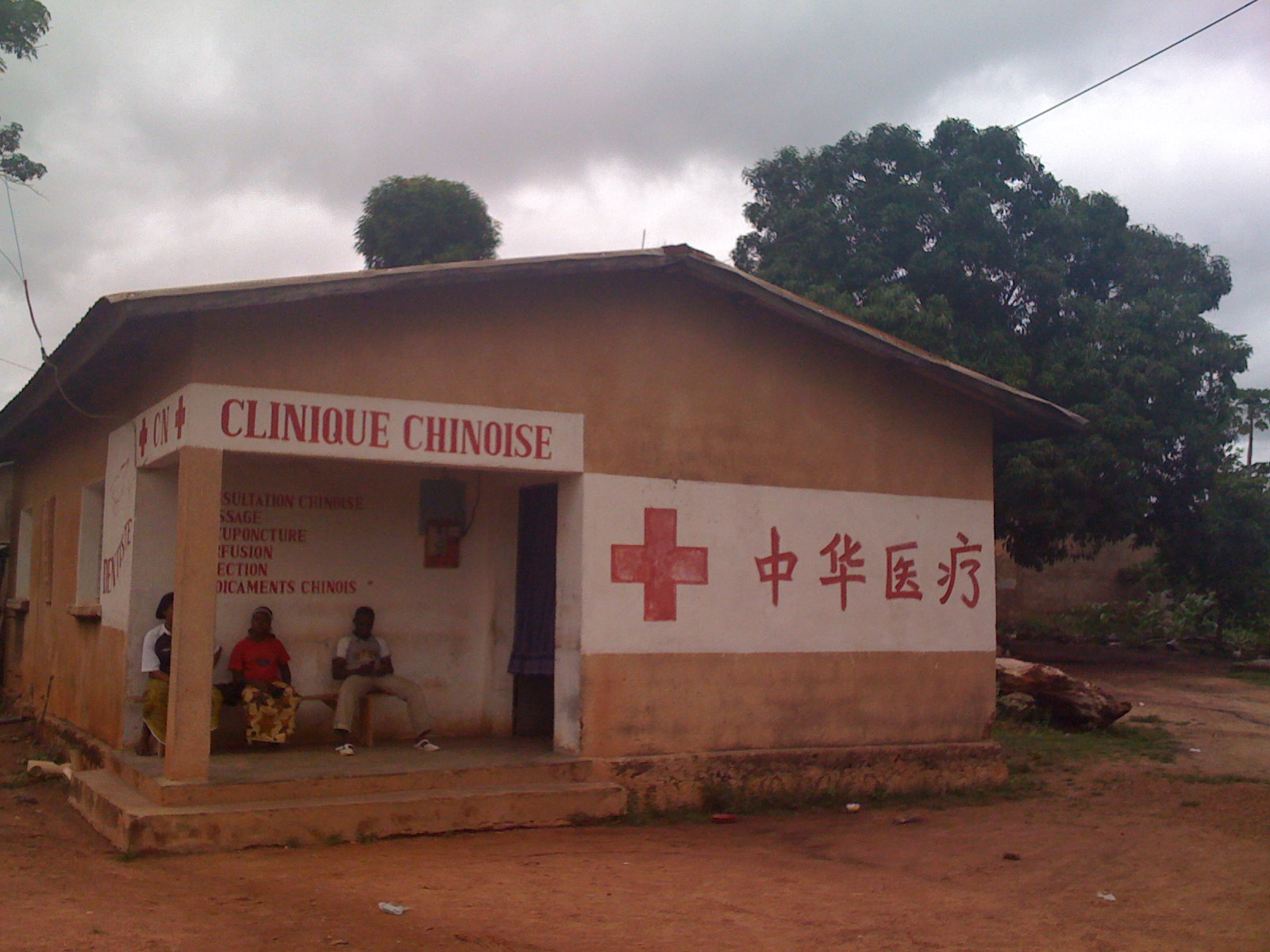
Клініка традиційної китайської медицини у Феркеседугу

З 2000 по 2011 рік у різних ЗМІ було зазначено, що у Кот-д'Івуарі представлено близько 34 китайських проєктів офіційного фінансування розвитку. Bank of China видав позику в 114 мільйонів доларів США під 2% річних на 20 років для фінансування проекту будівництва автомагістралі, що пов'язує Абіджан з Гран-Басам, крім того Китай списав борг на 18 мільйонів євро в 2007.
За словами Ксав'є Орегана, доктора філософії Французького інституту геополітики, з 1983 по 2013 рік в Кот-д'Івуарі було реалізовано близько 174 китайських проєктів офіційного фінансування розвитку. Із них 112 проектів становлять суму приблизно 12 мільярдів євро. З цих 174 проєктів фінансування 112 проєктів коштують приблизно 12 мільярдів євро. Найдорожчий проект – міський центр Абіджану (8,9 млрд євро). Крім того, на інфраструктуру Кот-д'Івуару припадало 86% китайської державної допомоги. Більша частина китайської допомоги була надана під час політичної кризи в Кот-д'Івуарі між 2002 і 2010 роками. На період президентства Лорана Гбагбо припадає 69% допомоги.
В Абіджані налічується приблизно 2500 громадян Китаю, здебільшого вони займаються торгівлею, в комунні Абіджану Аджаме та реставрацією, в комунні Кокоді. Зокерма вони створили близько 100 компаній.